# Silniční mostek v Želénkách
Barokní silniční mostek překračuje potok Bouřlivec v obci Zabrušany v části Želénky v okrese Teplice. Vznikl v 18. století na komunikaci, která spojovala Duchcov s Hostomicemi a Bílinou a je kulturní památkou.

## Popis
Silniční mostek je zděná neomítaná tříoblouková stavba postavena z lomového kamene. Mostní segmentové klenby nasedají na dva pilíře s půlkruhovým zakončením. Most je bez obrubníků a chodníků. K jeho odvodnění slouží tři kamenné chrliče. Vozovka je tvořena živičnou vrstvou.